# Back Issue!
Back Issue! est un magazine américain spécialisé dans la bande dessinée. Créé en 2003, il est publié par TwoMorrows Publishing.

## Historique
Fondé en 2003, Back Issue! est publié par l'éditeur TwoMorrows Publishing, basé à Raleigh, en Caroline du Nord. Huit numéros sortent tous les ans. Chaque numéro présente des articles et des illustrations sur les bandes dessinées des années 1970 à nos jours,.
Édité par l'ancien écrivain et éditeur de bandes dessinées Michael Eury (en), le magazine a été conçu pour remplacer Comic Book Artist (en), que l'éditeur et propriétaire Jon B. Cooke a proposé à une autre maison d'édition lorsqu'il quitte TwoMorrows en 2002,.

## Récompense
En 2019, Back Issue! gagne, à égalité, le prix Eisner du « Meilleur périodique ou travail journalistique consacré à la bande dessinée » avec PanelxPanel.